# Cour des comptes européenne
Pour les articles homonymes, voir Cour des comptes.
La Cour des comptes européenne - en anglais : European Court of Auditors (ECA) - examine les comptes de la totalité des recettes et dépenses de l’Union européenne.
Elle examine également les comptes de la totalité des recettes et dépenses de tout organe ou organisme créé par l’Union dans la mesure où l’acte de fondation n’exclut pas cet examen.
La Cour des comptes européenne fournit au Parlement européen et au Conseil de l'Union européenne une déclaration d’assurance concernant la fiabilité des comptes ainsi que la légalité et la régularité des opérations sous-jacentes, qui est publiée au Journal officiel de l'Union européenne.
Son siège est à Luxembourg.

## Historique
La Cour des comptes européenne est instituée par le traité de Bruxelles du 22 juillet 1975 et entre en fonction le 18 octobre 1977. Lorsqu’elle commence ses activités en 1977, le mandat de la Cour est stipulé comme devant contrôler la légalité et la régularité des dépenses européennes, mais aussi d’en examiner la « bonne gestion financière ». Elle est élevée au rang d'institution de l'Union européenne, le 1er novembre 1993, avec l'entrée en vigueur du traité de Maastricht. . La Commission européenne est d'abord hostile aux ingérences de la Cour en matière d’analyse de l’efficacité, et " il faudra près de 30 ans à la Cour pour devenir une « institution vivante » un interlocuteur unanimement reconnu".

### Affaires concernant des membres de la Cour
En 2021, la Cour de justice de l'Union européenne condamne le Belge néerlandophone Karel Pinxten, membre de la CCE entre 2006 et 2018, pour avoir détourné à des fins personnels 153 407 € et avoir créé des conflits d’intérêts.
La même année, le quotidien français Libération accuse dans un article d'autres membres de la Cour de manquements à leurs obligations. Au moins huit d'entre eux ne seraient pas présents à temps plein à Luxembourg et auraient profité de primes de logements pour des domiciles prétendument fictifs,.
Ainsi le journal prétend que le président de l'institution, Klaus-Heiner Lehne, aurait ainsi perçu 325 000 euros de prime de logement entre 2014 et 2021, alors qu’il vivrait dans sa ville de Düsseldorf,. À sa demande, la Cour des Comptes, représentée par son Président, Klaus-Heiner Lehne, a été entendue par la commission du contrôle budgétaire du Parlement européen. Pendant cette audition, Mr Lehne a estimé que l’article était fondé sur des «allégations non prouvées et mensongères et sur une mauvaise interprétation des règles applicables.»,
Il s’est par ailleurs déclaré prêt, au nom de son institution, à répondre à toutes les questions des parlementaires relatives aux accusations avancées par le journal français.  

## Rôle
C'est une Institution supérieure de contrôle (ISC) qui contrôle la gestion financière de l'Union européenne, et de ses institutions :
- Commission européenne ;
- Parlement européen ;
- Conseil de l'Union européenne ;
- Cour de justice de l'Union européenne ;
- Banque européenne d'investissement ;
- Organes annexes ;
- Bénéficiaires des aides européennes.

La Cour des comptes permet à l'Union européenne d'avoir un organe de contrôle externe indépendant, distinct des responsables de la gestion financière au sein même des institutions (services d'audit interne).
La Cour des comptes examine la légalité et la régularité des recettes et des dépenses de l'Union européenne, et s'assure de la bonne gestion financière des fonds communautaires (respect de la règle des 3 « E » : Économie, Efficience, Efficacité). Les rapports de la Cour (Rapport annuel et rapports spéciaux) constituent, en quelque sorte, un moyen de pression sur les institutions et autres organes administratifs pour qu'ils assurent une bonne gestion des fonds. Concrètement, l'autorité budgétaire (Parlement européen et Conseil) se fonde en particulier sur les appréciations du Rapport Annuel de la Cour pour donner (ou non) à la Commission décharge de sa gestion.
Elle peut aussi attirer l'attention et émettre des recommandations sur des problèmes de gestion de fait ou comme elle l'a fait en 2012, sur des problèmes de partialité ou de conflits d'intérêts au sein d'Agences ou d'institutions européennes que la Commission lui a demandé de faire un audit.
Lorsque la Cour identifie des lacunes, des irrégularités et des cas de fraude potentiels, elle les porte à l'attention des administrations et organes compétents pour qu'ils agissent en conséquence.

## Composition
Selon le Traité sur le fonctionnement de l'Union européenne, les membres de la Cour des comptes sont choisis parmi des personnalités appartenant ou ayant appartenu dans leur État respectif aux institutions de contrôle externe ou possédant une qualification particulière pour cette fonction. Ils doivent offrir toutes garanties d’indépendance. Les membres de la Cour des comptes sont nommés pour six ans. Le Conseil, après consultation du Parlement européen, adopte la liste des membres établie conformément aux propositions faites par chaque État membre. Le mandat des membres de la Cour des comptes est renouvelable. Les membres désignent parmi eux, pour trois ans, le président de la Cour des comptes. Le mandat de celui-ci est renouvelable.
| Identité                            | Nationalité    | Période          | Période           |
| Identité                            | Nationalité    | Début            | Fin               |
| ----------------------------------- | -------------- | ---------------- | ----------------- |
| Pierre Lelong                       | Français       | 1981             | 1984              |
| Marcel Mart                         | Luxembourgeois | 1984             | 1989              |
| Aldo Angioi (d)                     | Italien        | 1990             | 1992              |
| André Middelhoek (d)                | Néerlandais    | 1992             | 1995              |
| Bernhard Friedmann (en)             | Allemand       | 1996             | 1999              |
| Jan O. Karlsson (en)                | Suédois        | 1999             | 2001              |
| Juan Manuel Fabra Vallés (d)        | Espagnol       | 2002             | 2005              |
| Hubert Weber (en)                   | Autrichien     | 2005             | 2008              |
| Vítor Manuel da Silva Caldeira (en) | Portugais      | 16 janvier 2008  | 30 septembre 2016 |
| Klaus-Heiner Lehne (en)             | Allemand       | 1er octobre 2016 | 1er octobre 2022  |
| Tony Murphy (en)                    | Irlandais      | 1er octobre 2022 | En cours          |